# Полкан (фольклор)
Полка́н (Палкан, Полка́новиц, Чу́дище-Полка́нище, Полкан-Богатырь; от итал. Pulicane — персонаж рыцарского романа Андреа да Барберино «Короли франкские», рыцарь с телом лошади и торсом человека) — персонаж «Повести о Бове Королевиче», кентавр (существо с телом наполовину человеческим, наполовину лошадиным), в некоторых вариантах — кинокефал (с пёсьей головой), обладающий огромной силой и скоростью (может скачками перемещаться на большие расстояния — «семь вёрст за один скок»).

## Образ Полкана
В повести сначала выступает как враг Бовы. В русской сказке Полкан бьёт Бову, подобно русским богатырям, целым дубом, но побеждён Бовой и делается верным его другом и союзником. Полкан помогает Бове побеждать посылаемые против того рати недругов, практически неуязвим в бою. Однако Полкан знает о своей неминуемой смерти от львиных когтей и погибает, защищая жену и детей Бовы от этих хищников.
В итальянском рыцарском романе Андреа да Барберино «Короли франкские», послужившей (в прозаическом переводе на старобелорусский язык) источником русской повести, Пуликане — полупёс, получеловек, сын знатной христианской сеньоры, сошедшейся с кобелём (распространённый мифологический и фольклорный мотив брака людей и животных, ср. Минотавр).
Образ Полкана прочно вошёл в русский фольклор и народное искусство XVII — начала XX века. В былинах Полкан упоминается как песиглавец, в одних сюжетах замещает Идолище Поганое, в других — оказывается в свите князя Владимира в числе «сильных богатырей». В лубочных изданиях XVIII—XIX века он был полностью отождествлён с кентавром (по ложной этимологии полуконь), а наибольшей популярностью среди художников пользовалась сцена его сражения с Бовой. В народных промыслах вроде каргопольской игрушки его также часто изображают с телом коня, при этом нередки изображения Полкана в виде получеловека-полупса с дубиной.
Имя Полкан использовали композитор Н. А. Римский-Корсаков и либреттист В. И. Бельский: так был назван воевода в опере «Золотой петушок» по мотивам «Сказки о золотом петушке» А. С. Пушкина. Полкан является весьма распространённой собачьей кличкой.